# 산들
산들(본명: 이정환, 1992년 3월 20일 ~ )은 대한민국의 가수, 뮤지컬 배우로 보이 그룹 B1A4의 메인보컬을 맡고 있다.

## 학력
- 신남초등학교 (졸업)
- 하남중학교 (졸업)
- 동아고등학교 (졸업)
- 명지대학교 영화뮤지컬학과 (재학)

## 생애

### 1992 ~ 2010: 탄생, 데뷔 전까지의 삶
1992년 3월 20일, 부산직할시 (현재 부산광역시)에서 1남 1녀 중 막내 "이정환"이라는 이름으로 태어났다. 어린 시절, 이모와 함께 노래를 들으며 처음으로 가수의 꿈을 키우게 됐다. 신남초등학교와 하남중학교를 차례로 졸업하고 동아고등학교에 입학했다. 학창 시절 친구들과 함께 여러 가요제에 참여하다가 소속사의 캐스팅 제의를 받고 연습생 생활을 시작했다. 연습생 생활 중 2010 대한민국 청소년 가요제에서 대상을 거둔 바가 있다. 2011년4월 23일 MBC 쇼! 음악중심에서 B1A4 미니 1집 Let's Fly의 타이틀곡 "O.K" 무대를 서 산들이라는 예명으로 정식 데뷔를 했다.

### 2011 ~ 2013: B1A4로 데뷔, 뮤지컬과 불후의 명곡

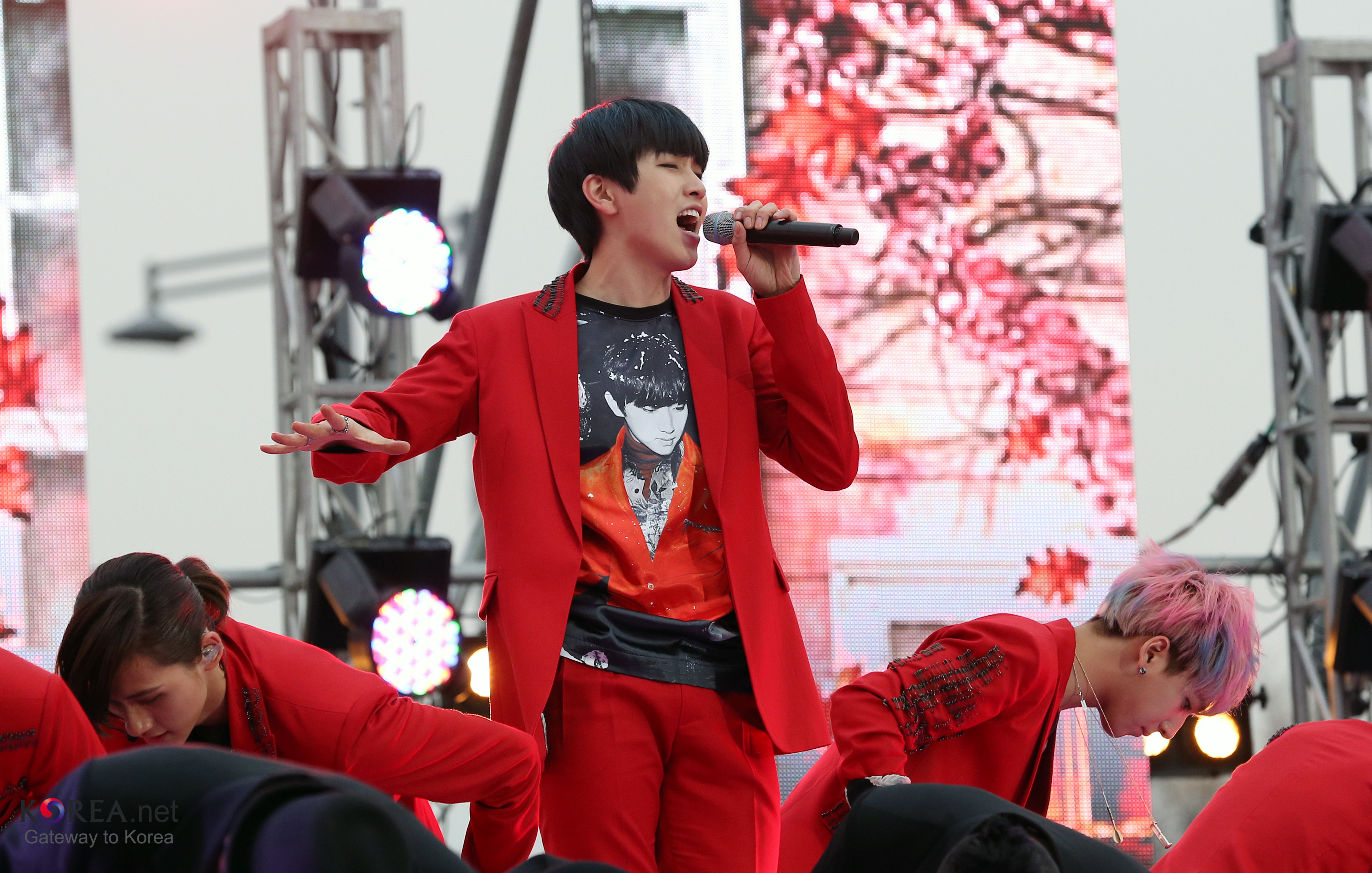
2012년, 광화문에서 무대중인 산들

2011년, B1A4의 구성원 산들로 데뷔한 후, 바로와 함께 세바퀴 출연한 후 새싹춤으로 화제가 된 바도 있으며 MBC 《아이돌 스타 육상 수영 선수권 대회》에 출연해 높이뛰기 부문에서 은메달을 따내 활약을 하기도 했다. 또 2012년 여름에는 뮤지컬 《형제는 용감했다》의 주연 '이주봉' 역에 캐스팅되어 첫 뮤지컬 작을 소화해냈다.
2012년 말, 바로, 신우와 함께 《불후의 명곡: 전설을 노래하다》에 고정으로 자리매김을 했다. 이용 편에서는 홀로 '잊혀진 계절'을 불러 스윗 소로우를 누르고 1승을 거두기도 했으며, 김범룡 편에서는 바로와 함께 '남자답게 사는 법'을 불러 우승을 차지하였다.
2013년 하반기, 드라마 《천 번째 남자》를 원작으로 한 한일합작 뮤지컬 《천 번째 남자》의 남주인공 '김응석' 역에 캐스팅되어 상대역 '구미진'과의 호흡을 맞춰 두 번째 뮤지컬 작품을 안정적으로 연기해냈다. 또 2013년 말, 《불후의 명곡: 전설을 노래하다》 임재범 편에서 '그대 앞에 난 촛불이어라'로 우승을 거두며 다시 고정으로 출연하기 시작했다.

### 2014: 대학 입학, 뮤지컬 《올슉업》
2014년 3월, 3년의 대학 입시 도전 끝에 명지대학교 영화·뮤지컬학과에 끝내 14학번으로 수시 전형 입학했다. 배우 박보검 또한 명지대학교 영화·뮤지컬학과 14학번으로 입학해 서로 대학 동기가 되었다. 5월부터 6월까지 MBC 7인의 식객 중국 편에 서경석, 김유정 등과 함께 고정 출연했다.
2014년, 뮤지컬 《올슉업》의 주인공 '엘비스' 역에 손호영, 김동준, 유권과 함께 캐스팅됐다. 산들은 무대를 25번 서 이들 중 손호영 다음으로 가장 많은 무대를 섰다. 11월 말부터 홍익대 대학로 아트센터에서 서울 공연을 시작했다. 특유의 능글거리며 느끼한 엘비스를 이질감 없이 연기하며 발음과 노래 실력 또한 기존의 뮤지컬 배우들에 비해 떨어지지 않은 준수한 실력을 보여주며 호연을 펼쳤다. 2월 1일을 끝으로 서울 공연을 끝마쳤으며, 2월 8일 대구 오페라하우스에 공연을 오르면서 '엘비스'로서의 마지막 무대를 가졌다.

### 2015 ~: 복면가왕, 그리고 꽃피는 오골계
2015년 4월 5일부터 12일까지 《미스터리 음악쇼 복면가왕》에 복면을 쓰고 '꽃피는 오골계'라는 닉네임으로 참가하여 준우승을 차지했다. 2라운드에서 닉네임 '앙칼진 백고양이'의 아이비와 겨루며 불렀던 IZi의 〈응급실〉은 대중들에게 그의 이름을 각인 시키는 계기가 되었다. 산들이 부른 "응급실"은 복면가왕 Special 음반에 마지막 트랙에 수록되어 수록곡들 중 가장 좋은 성적을 세우기도 했다. 나중에는 본인의 창법대로가 아닌 기교를 섞어 멋부린 보컬로 노래를 불렀다고 밝혔다. 3회부터 38회까지 연예인 판정단으로 출연했다. '새침데기 불여시'의 정체 걸스데이의 소진이나 '킬리만자로의 표범'의 정체 나윤권, '잘 터져요 와이파이'의 정체 비투비의 이창섭 등을 맞춰내기도 했다. 7월 26일자 복면가왕 17회 방영분 오프닝에서 김연우와 함께 토이의 노래 〈여전히 아름다운지〉로 호흡을 맞추기도 하였다.
11월 6일 복면가왕에서 큐피트로서 '겨울편지'를 불렀다.
2015년 4월 25일 《불후의 명곡: 전설을 노래하다》 서유석 편에 출연해 서유석의 '뚝 잘라 말해'를 신나는 분위기로 편곡해 무대를 가졌다. 389표를 받아 두 번째 순서치고 높은 점수를 받아 노을과 럼블피쉬를 제치고 2승을 차지했다. 그리고 2015년 6월 13일 《불후의 명곡: 전설을 노래하다》 리메이크 명곡 특집 편에 출연하여 변진섭의 '그대 내게 다시'를 마음을 촉촉히 적시는 분위기로 편곡해 무대를 가졌다. 첫번째 순서 였음에도 388표라는 높은 점수를 받았고, 조장혁과 정준영 그리고 김선경을 제치고 3승을 거두었다.
현재는 네이버 TV에서 공개되는 웹드라마 《로스:타임:라이프》에 '박민수' 역에 캐스팅되어 처음으로 정통 연기를 소화해냈다. 또 2015년 하반기에는 뮤지컬 《신데렐라》의 왕자 크리스토퍼 역에 캐스팅되어 뮤지컬 배우들과 호흡을 가지고 있다. 12월 29일, 《미스터리 음악쇼 복면가왕》 출연진과 함께 2015 《MBC 방송연예대상》에 참석해 남자 신인상 부문의 후보로 이름을 올렸다. 하지만 동프로그램의 판정단인 김형석이 남자 신인상을 타가며 노미네이트되었다. 12월 30일, KBS 2TV 《KBS 가요대축제》에서 가수 황치열과 함께 이미키의 〈먼지가 되어〉를 듀엣으로 연말 무대를 장식한 바가 있다.

## 음반 할동
| 앨범 정보 | 트랙리스트                                                          |
| --- | ------------------------------------------------------------------- |
| 신의 선물 - 14일 OST Part 3 - 발매일 : 2014년 4월 8일 - 배급사 : (주)KT뮤직                                   | 1. 아파서 2. 아파서 (Inst.)                                         |
| 구르미 그린 달빛 OST Part 2 - 발매일 : 2016년 8월 30일 - 배급사 : 벅스                                        | 1. 마음을 삼킨다 2. 마음을 삼킨다 (Inst.)                           |
| 그렇게 있어줘 - 발매일: 2016년 10월 4일 - 배급사:(주)로엔엔터테인먼트                                         | 1. 그렇게 있어줘 2. 집 3. 나의 어릴적 이야기 4. 야! 5. 같이 걷는 길 |
| 내성적인 보스 OST Part.3 - 발매일 : 2017년 2월 7일 - 배급사 : CJ E&M                                          | 1. 한 걸음만 더 2. 한 걸음만 더 (Inst.)                             |
| 오빠 - 발매일: 2017년 7월 6일 - 배급사:(주)로엔엔터테인먼트                                                   | 1. 오빠 (Prod. Brother Su)                                          |
| 맨홀 - 이상한 나라의 필 OST Part.3 - 발매일 : 2017년 8월 23일 - 배급사 : 뮤직앤뉴                             | 1. 말해줘 2. 말해줘 (Inst.)                                         |
| 나쁜 녀석들 : 악의 도시 OST Part.3 - 발매일 : 2018년 1월 7일 - 배급사 : CJ E&M                                | 1. Other World 2. Other World (Inst.)                               |
| Here I am - 발매일 : 2018년 8월 28일 - 배급사 : 로엔엔터테인먼트 - 러블리 호러블리 ost part.2(KBS2월화드라마) | 1. Here I am 2. Here I am (inst.)                                   |

### 참여 음반
| 수록 앨범                                                                   | 참여곡                        |
| --------------------------------------------------------------------------- | ----------------------------- |
| 불후의 명곡: 전설을 노래하다 해바라기 편 - 발매일 : 2013년 4월 6일          | - 나는 그대 품안에            |
| 불후의 명곡: 전설을 노래하다 신승훈 편 - 발매일 : 2013년 11월 2일           | - 내 방식대로의 사랑          |
| 불후의 명곡: 전설을 노래하다 김정수&김국환 편 - 발매일 : 2013년 11월 9일    | - 꽃순이를 아시나요           |
| 불후의 명곡: 전설을 노래하다 박상민 편 - 발매일 : 2013년 11월 30일          | - 하나의 사랑                 |
| 불후의 명곡: 전설을 노래하다 윤상 편 - 발매일 : 2013년 12월 21일            | - 추억속의 그대               |
| 신의 선물 - 14일 OST - 발매일 : 2014년 8월 11일                             | - 아파서 - 아파서 (Inst.)     |
| 불후의 명곡: 전설을 노래하다 왕중왕전 쇼쇼쇼 1편 - 발매일 : 2015년 3월 17일 | - 코스모스 피어있는 길        |
| 불후의 명곡: 전설을 노래하다 서유석 편 - 발매일 : 2015년 4월 25일           | - 뚝 잘라 말해                |
| 복면가왕 Special - 발매일 : 2015년 5월 31일                                 | - 응급실 (꽃피는 오골계)      |
| 불후의 명곡: 전설을 노래하다 리메이크 명곡 1편 - 발매일 : 2015년 6월 13일   | - 그대 내게 다시              |
| 새시대 통일의 노래 - One Dream One Korea - 발매일 : 2015년 9월 21일         | - One Dream One Korea         |
| 불후의 명곡: 전설을 노래하다 하광훈 편 - 발매일 : 2016년 4월 2일            | - 내게 남은 사랑을 드릴게요   |
| 복면가왕 84회 - 발매일 : 2016년 11월 6일                                    | - 겨울 편지 (심장어택 큐피드) |

## 참여 음반
| 수록 앨범                                                                   | 참여곡                        |
| --------------------------------------------------------------------------- | ----------------------------- |
| 불후의 명곡: 전설을 노래하다 해바라기 편 - 발매일 : 2013년 4월 6일          | - 나는 그대 품안에            |
| 불후의 명곡: 전설을 노래하다 신승훈 편 - 발매일 : 2013년 11월 2일           | - 내 방식대로의 사랑          |
| 불후의 명곡: 전설을 노래하다 김정수&김국환 편 - 발매일 : 2013년 11월 9일    | - 꽃순이를 아시나요           |
| 불후의 명곡: 전설을 노래하다 박상민 편 - 발매일 : 2013년 11월 30일          | - 하나의 사랑                 |
| 불후의 명곡: 전설을 노래하다 윤상 편 - 발매일 : 2013년 12월 21일            | - 추억속의 그대               |
| 신의 선물 - 14일 OST - 발매일 : 2014년 8월 11일                             | - 아파서 - 아파서 (Inst.)     |
| 불후의 명곡: 전설을 노래하다 왕중왕전 쇼쇼쇼 1편 - 발매일 : 2015년 3월 17일 | - 코스모스 피어있는 길        |
| 불후의 명곡: 전설을 노래하다 서유석 편 - 발매일 : 2015년 4월 25일           | - 뚝 잘라 말해                |
| 복면가왕 Special - 발매일 : 2015년 5월 31일                                 | - 응급실 (꽃피는 오골계)      |
| 불후의 명곡: 전설을 노래하다 리메이크 명곡 1편 - 발매일 : 2015년 6월 13일   | - 그대 내게 다시              |
| 새시대 통일의 노래 - One Dream One Korea - 발매일 : 2015년 9월 21일         | - One Dream One Korea         |
| 불후의 명곡: 전설을 노래하다 하광훈 편 - 발매일 : 2016년 4월 2일            | - 내게 남은 사랑을 드릴게요   |
| 복면가왕 84회 - 발매일 : 2016년 11월 6일                                    | - 겨울 편지 (심장어택 큐피드) |

## 음반 외 활동

### 방송 출연
| 연도       | 방송사                      | 프로그램                                         | 기간                                 | 동반 출연                                  | 비고                                                 |
| ---------- | --------------------------- | ------------------------------------------------ | ------------------------------------ | ------------------------------------------ | ---------------------------------------------------- |
| 2014년     |                             |                                                  |                                      |                                            |                                                      |
| Mnet       | 엠카운트다운                | 7월 17일                                         | 진영, 신우, 바로, 공찬               |                                            |                                                      |
| MBC MUSIC  | B1A4의 어느 멋진 날         | 7월 21일 ~ 9월 8일                               | 진영, 신우, 바로, 공찬               | B1A4 리얼리티                              |                                                      |
| KBS 2TV    | 우리동네 예체능             | 8월 5일                                          | 진영, 신우, 바로, 공찬               |                                            |                                                      |
| MBC MUSIC  | 피크닉 라이브 소풍          | 8월 7일 ~ 8월 14일                               | 진영, 신우, 바로, 공찬               |                                            |                                                      |
| KBS 2TV    | 유희열의 스케치북           | 8월 9일                                          | 진영, 신우, 바로, 공찬               | 유희열의 스케치북 세 번째 출연             |                                                      |
| KBS 2TV    | 글로벌 리퀘스트 쇼 어송포유 | 8월 10일                                         | 진영, 신우, 바로, 공찬               |                                            |                                                      |
| KBS 2TV    | 출발드림팀 시즌 2           | 8월 10일                                         | 신우                                 | 드림팀 VS 비보이                           |                                                      |
| Mnet       | 와이드 연예뉴스             | 8월 11일                                         | 진영, 신우, 바로, 공찬               | 산들 몰래카메라                            |                                                      |
| MBC every1 | 주간 아이돌                 | 8월 13일                                         | 진영, 신우, 바로, 공찬               | 주간 아이돌 여섯 번째 출연                 |                                                      |
| Mnet       | 와이드 연예뉴스             | 8월 18일                                         | 진영, 신우, 바로, 공찬               | 140805 수원 사운드웨이브 팬싸인회 취재     |                                                      |
| MBC        | 세바퀴                      | 8월 23일                                         | 진영, 신우, 바로, 공찬, 카라, 씨스타 | 아이돌 VS 박사 퀴즈 배틀                   |                                                      |
| SBS        | SBS 가요대전                | 12월 21일                                        | 진영, 신우, 바로, 공찬               | SOLO DAY, 눈이 오면 무대                   |                                                      |
| KBS 2TV    | KBS 가요대축제              | 12월 26일                                        | 진영, 신우, 바로, 공찬               | Lonely, SOLO DAY, 틈 무대                  |                                                      |
| MBC        | MBC 가요대제전              | 12월 31일                                        | 진영, 신우, 바로, 공찬               | Lonely, SOLO DAY 무대                      |                                                      |
| 2015년     | MBC                         | 섹션TV 연예통신                                  | 2월 1일                              | 신우, 바로, 공찬                           | 스마트 가족사랑 캠페인 플래시몹                      |
| 2015년     | MBC                         | 설특집 미스터리 음악쇼: 복면가왕                 | 2월 18일                             |                                            |                                                      |
| 2015년     | MBC                         | 설특집 아이돌스타 육상 농구 풋살 양궁 선수권대회 | 2월 19일 ~ 2월 20일                  | 신우, 바로, 공찬                           | 높이뛰기 남자 부문 본선 진출                         |
| 2015년     | KBS 2TV                     | 설특집 왕좌의 게임                               | 2월 20일                             | 공찬                                       |                                                      |
| 2015년     | tvN                         | 리틀빅 히어로                                    | 3월 9일                              | 신우, 바로, 공찬                           |                                                      |
| 2015년     | KBS 2TV                     | 출발드림팀 시즌 2                                | 3월 22일                             | 육성재, 다혜, 허영지                       | 연탄배달 특집                                        |
| 2015년     | KBS 2TV                     | 뮤비뱅크 스타더스트                              | 3월 26일                             | 진영, 신우, 바로, 공찬                     |                                                      |
| 2015년     | MBC                         | 복면가왕                                         | 4월 5일 ~ 12월 20일                  |                                            | 1-2회 '꽃피는 오골계' 참가 후 연예인 판정단 합류     |
| 2015년     | JTBC                        | 엄마가 보고있다                                  | 5월 9일                              |                                            | 콘서트로 불참한 씨엔블루의 강민혁을 대신해 스페셜 MC |
| 2015년     | JTBC                        | 백인백곡 끝까지 간다                             | 5월 19일 , 6월 2일                   | 김필, 이혁, 손준호, 진태현, 김영희         |                                                      |
| 2015년     | Mnet                        | 4가지쇼                                          | 5월 26일                             | 바로, 가희, 알리, 공찬                     |                                                      |
| 2015년     | SBS                         | 드림콘서트                                       | 5월 30일                             | 진영, 신우, 바로, 공찬                     |                                                      |
| 2015년     | MBC                         | 세바퀴                                           | 6월 5일                              | 서인영, 박정아, 이지현, 박현빈             |                                                      |
| 2015년     | SBS                         | 잘먹고 잘사는 법                                 | 6월 21일                             | 바로, 공찬                                 |                                                      |
| 2015년     | SBS                         | 잘먹고 잘사는 법                                 | 6월 28일                             | 공찬                                       |                                                      |
| 2015년     | SBS                         | 창업스타                                         | 7월 3일 ~ 7월 31일                   | 서경석, 전현무, 허영지, 줄리안 퀸타르트 등 |                                                      |
| 2015년     | KBS 2TV                     | 대국민 토크쇼 안녕하세요                         | 8월 10일                             | 공승연, 진영, 공찬                         |                                                      |
| 2016년     | SBS                         | 정글의 법칙                                      | 3월 4일 ~ 4월 1일                    |                                            | 통가 편                                              |
| 2016년     | MBC                         | 듀엣가요제                                       | 4월 29일 ~ 5월 6일                   |                                            |                                                      |
| 2019년     | JTBC2                       | 악플의 밤                                        | 7월 19일                             | 4회                                        |                                                      |
| 2021년     | 디스커버리 채널 코리아      | 싱투게더 시즌1                                   | 2월 22일~ 4월 12일                   | 8부작                                      |                                                      |
| 2021년     | MBC                         | 구해줘! 홈즈                                     | 11월 7일                             | 130회                                      |                                                      |
| 2023년     | SBS M • SBS FiL             | 2023 우리음악인축제 어서와 프로젝트              | 10월 4일 ~                           | 5부작                                      |                                                      |
| 2024년     | KBS 2TV                     | 신상출시 편스토랑                                | 1월 12일                             | 207회                                      |                                                      |
| 2024년     | JTBC                        | 톡파원25시                                       | 2월 12일                             | 99회                                       |                                                      |
| 2024년     | 유튜브                      | 달려라 석진                                      | 10월 15일                            | 10회                                       |                                                      |
| 2025년     | 유튜브                      | 달려라 석진                                      | 1월 14일                             | 17회                                       |                                                      |

### 불후의 명곡
| 연도   | 특집                | 선곡                                   | 방영 일자 | 순서 | 결과               | 동참 가수    | 각주          |
| ------ | ------------------- | -------------------------------------- | --------- | ---- | ------------------ | ------------ | ------------- |
| 2012년 | 송대관 편           | 송대관 - 〈차표 한 장〉                | 10월 13일 | 6번  | 1패                | 신우, 바로   | [ 28 ]        |
| 2012년 | 전국노래자랑 편     | 박상철 - 〈무조건〉                    | 11월 3일  | 4번  | 1패                | 신우, 바로   | [ 29 ]        |
| 2012년 | 하춘화 편           | 하춘화 - 〈아리랑 목동〉               | 11월 10일 | 2번  | 1승 1패 / 322점    | 신우, 바로   | [ 30 ]        |
| 2012년 | 이용 편             | 이용 - 〈잊혀진 계절〉                 | 11월 17일 | 5번  | 1승 1패 / 401점    | -            | [ 31 ]        |
| 2012년 | 배호 2편            | 배호 - 〈비 내리는 명동〉              | 12월 1일  | 8번  | 1패                | 진영, 바로   | [ 32 ]        |
| 2012년 | 김범룡 편           | 김영배 - 〈남자답게 사는 법〉          | 12월 8일  | 6번  | 1승 / 405점 (우승) | 바로         | [ 33 ]        |
| 2012년 | 겨울특집 편         | 터보 - 〈White Love〉                  | 12월 15일 | 1번  | 1패                | 바로, 김유정 | [ 34 ]        |
| 2013년 | 해바라기 1편        | 해바라기 - 〈나는 그대 품안에〉        | 4월 6일   | 2번  | 1패                | -            | [ 35 ]        |
| 2013년 | 설운도 1편          | 설운도 - 〈누이〉                      | 6월 29일  | 4번  | 1패                | 신우, 바로   | [ 36 ]        |
| 2013년 | DJ DOC 편           | DJ DOC - 〈DOC와 함께 춤을〉           | 7월 13일  | 2번  | 2승 1패 / 371점    | 진영, 신우   | [ 37 ]        |
| 2013년 | 임재범 편           | 시나위 - 〈그대 앞에 난 촛불이어라〉   | 10월 26일 | 7번  | 1승 / 421점 (우승) | -            | [ 38 ] [ 39 ] |
| 2013년 | 신승훈 편           | 신승훈 - 〈내 방식대로의 사랑〉        | 11월 2일  | 6번  | 1패                | -            | [ 40 ]        |
| 2013년 | 김정수&김국환 편    | 김국환 - 〈꽃순이를 아시나요〉         | 11월 9일  | 1번  | 1승 1패 / 347점    | -            | [ 41 ]        |
| 2013년 | 가을남자 특집 편    | 신중현 - 〈빗속의 여인〉               | 11월 16일 | 5번  | 1승 1패 / 422점    | 최민수       | [ 42 ]        |
| 2013년 | 박상민 편           | 박상민 - 〈하나의 사랑〉               | 11월 30일 | 2번  | 1패                | -            | [ 43 ]        |
| 2013년 | 윤상 편             | 황치훈 - 〈추억속의 그대〉             | 12월 21일 | 4번  | 1패                | -            | [ 44 ]        |
| 2014년 | 이미자 1편          | 이미자 - 〈안 오실까봐〉               | 3월 15일  | 3번  | 1패                | 신우         | [ 45 ]        |
| 2015년 | 왕중왕전 쇼쇼쇼 1편 | 김상희 - 〈코스모스 피어있는 길〉      | 3월 7일   | 2번  | 1패                | -            | [ 46 ]        |
| 2015년 | 서유석 편           | 서유석 - 〈뚝 잘라 말해〉              | 4월 25일  | 2번  | 2승 1패 / 389점    | -            | [ 47 ]        |
| 2015년 | 리메이크 명곡 1편   | 변진섭 - 〈그대 내게 다시〉            | 6월 13일  | 1번  | 3승 1패 / 388점    | -            | [ 48 ]        |
| 2016년 | 하광훈 편           | 장혜리 - 〈내게 남은 사랑을 드릴게요〉 | 4월 2일   | 1번  | 3승 1패 / 398점    | -            | [ 49 ]        |

### 드라마
| 연도   | 방송사     | 드라마                          | 배역   | 출연 횟수 | 비고                 |
| ------ | ---------- | ------------------------------- | ------ | --------- | -------------------- |
| 2015년 | TV조선     | 로스:타임:라이프                | 박민수 | 4회       | 첫 드라마 / 웹드라마 |
| 2020년 | MBC every1 | 연애는 귀찮지만 외로운 건 싫어! |        |           | 특별출연             |

### 뮤지컬
| 연도   | 제목            | 배역             | 기간                  | 장소                    | 비고             |
| ------ | --------------- | ---------------- | --------------------- | ----------------------- | ---------------- |
| 2012년 | 형제는 용감했다 | 이주봉           | 7월 13일 ~ 9월 26일   | 코엑스아티움 현대아트홀 | 첫 뮤지컬        |
| 2013년 | 천 번째 남자    | 김응석           | 9월 28일 ~ 10월 10일  | 아이아 시어터 도쿄      | 한일 합작 뮤지컬 |
| 2014년 | 올슉업          | 엘비스           | 11월 29일 ~ 2월 8일   | 홍익대 대학로 아트센터  | [ 53 ] [ 54 ]    |
| 2015년 | 신데렐라        | 크리스토퍼       | 9월 12일 ~ 11월 8일   | 충무아트홀              | [ 23 ] [ 55 ]    |
| 2016년 | 삼총사          | 달타냥           | 4월 2일 ~ 6월 26일    | 디큐브아트센터          | [ 56 ]           |
| 2017년 | 서른즈음에      | 젊은현식         | 10월 20일 ~ 11월 30일 | 이화여자대학교 삼성홀   |                  |
| 2018년 | 아이언 마스크   | 루이 14세 / 필립 | 9월 13일 ~ 11월 18일  | 광림아트센터 BBCH홀     |                  |
| 2019년 | 아이언 마스크   | 루이 14세 / 필립 | 11월 23일 ~ 1월 26일  | 광림아트센터 BBCH홀     |                  |

### 진행

#### 라디오 DJ
- MBC 표준FM 《산들의 별이 빛나는 밤에 》 (2018년 7월 9일 ~ 2020년 5월 10일)

#### 스페셜 MC
- Mnet 《엠카운트다운》 (2012년 12월 13일)
- MBC 《쇼! 음악중심》 (2013년 2월 9일 ~ 2013년 2월 23일)
- Mnet 《엠카운트다운 비긴즈》[57] (2014년 7월 17일)
- JTBC 《엄마가 보고있다》 (2015년 5월 9일)
- MBC 《쇼! 음악중심》 (2015년 8월 8일)

### 그 외
- 하하&타우 〈내 품이 좋다던 사람〉 하동균 대타 피쳐링[58]
- 제 6대 걸스카우트 홍보대사
- 주현미 〈동행〉 가이드 보컬
- 롯데호텔 부산 홍보대사
- 김연우 콘서트 《戀雨 속 연우》 VCR 스페셜 게스트

## 경력

### 데뷔 전
- 친친 가요제 2차 예선 합격
- 제2회 대청가요제 1위
- 제3회 대청가요제 1위
- 대구 예술대 전국청소년 실용음악콩쿨 장려상
- 제4회 대청가요제 2위
- 함양 청소년 가요제 본선 진출
- 송정 바다축제 가요제 대상
- 밀리오레 청소년 가요제 본선 진출
- 제12회 드림시티 성동 서울숲가요제 2차 예선 진출
- 제15회 전국 청소년 댄스 가요대회 최우수상
- 대한민국 청소년 가요제 2차 예선 합격
- 제11회 부산 학생가요제 금상
- 전국 함양가요제 장려상
- 포항 가요제 금상
- 춘장대 전국 뮤직페스타 2년 연속 대상 수상
- 친친 가요제 2차 예선 진출
- 2010 대한민국 청소년 가요제 대상

### 데뷔 후
- 불후의 명곡: 전설을 노래하다
  - 74회 하춘화 편 1승 (322/500표)
  - 75회 이용 편 1승 (401/500표)
  - 78회 김범룡 편 우승 (405/500표)
  - 109회 DJ DOC 편 2승 (371/500표)
  - 124회 임재범 Vol.2 편 우승 (421/500표)
  - 126회 김정수&김국환 편 1승 (347/500표)
  - 127회 가을남자 특집 편 1승 (422/500표)
  - 196회 서유석 편 2승 (389/500표)
  - 203회 리메이크 특집 편 3승 (388/500표)
  - 245회 하광훈 편 3승 (398/500표)
- 복면가왕 꽃피는 오골계 1-2회 준우승
- 백인백곡 끝까지 간다 결승 진출
- 듀엣가요제 4연속 우승
- 제3회 아이돌 스타 육상선수권대회
  - 남자 멀리뛰기 부문 5위
- 제4회 아이돌 스타 육상·수영선수권대회
  - 남자 수영 부문 4위
  - 남자 높이뛰기 부문 공동 2위
- 아이돌 스타 올림픽
  - 남자 높이뛰기 부문 3위

## 수상 및 후보
| 연도 | 시상식                     | 부문                   | 작품                     | 결과 |
| ---- | -------------------------- | ---------------------- | ------------------------ | ---- |
| 2015 | MBC 방송연예대상           | 뮤직토크쇼 부문 신인상 | 미스터리 음악쇼 복면가왕 | 후보 |
| 2019 | MBC 방송연예대상           | 라디오부문 우수상      | 산들의 별이 빛나는 밤에  | 수상 |
| 2021 | 제30회 하이원 서울가요대상 | 발라드상               | 빈칸                     | 수상 |